# Zavlažování

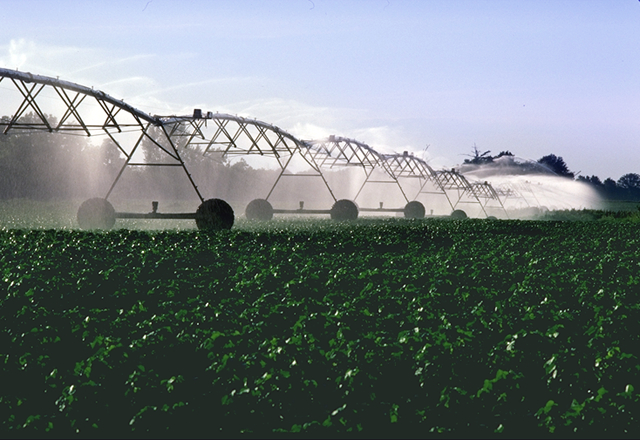
Zavlažování bavlníkové plantáže

Zavlažování je zemědělská činnost, která spočívá v dodávání dodatečné vody rostlinám za účelem podpory jejich růstu a vývoje. Tato metoda se používá zejména v oblastech, kde množství přirozených dešťových srážek není dostatečné pro optimální podmínky pěstování plodin. 
Jde o nahrazení nebo doplnění dešťových srážek vodou z jiného zdroje za účelem pěstování plodin nebo rostlin. Naproti tomu zemědělství, které spočívá jen v přímých srážkách, je někdy označováno jako suché zemědělství.
Zavlažování může být provedeno různými způsoby, včetně používání zavlažovacích systémů, zavlažovacích kanálů nebo jednodušších postupů, jako je manuální zalévání.  Cílem zavlažování je udržet nebo zvýšit dostupnost vody pro rostliny v průběhu vegetačního období, což vede k lepšímu výnosu a kvalitě plodin. Zavlažování může být klíčové v suchých oblastech nebo během období s nízkými srážkami, kdy by bez dodatečného zavlažování docházelo k omezení růstu plodin a snížení úrody.
Vodní zdroj pro zavlažování může být blízké nebo daleké jezero, řeka, pramen, zvodeň, studna nebo sněhová pokrývka. V závislosti na vzdálenosti zdroje a četnosti dešťových srážek může být voda vedena přímo na pole nebo uložena pro pozdější použití v nádržích nebo cisternách. Případně „sklízení“ místního deště, který dopadá na střechy budov nebo na blízké neobhospodařované kopce, a jeho použití k doplnění deště, který dopadá přímo na obhospodařovaná pole, také zahrnuje zavlažování.
Různé typy zavlažovacích technik se liší v tom, jak je voda získaná ze zdroje distribuována na polích. Obecně je cílem zásobit pole rovnoměrně vodou tak, aby každá rostlina měla množství vody, které potřebuje, aniž by měla příliš mnoho nebo málo.

## Vývoj zavlažovacích systémů
Samotné zavlažování jde ruku v ruce s rozvojem zemědělství a pěstování kulturních plodin. Nejstarší zavlažovací systémy nalezneme v Peru a Bolívii, zemích úrodného půlměsíce, Nepálu, Indonésii či Afghánistánu.[zdroj?] Pojí se vždy s vysokými kulturami daného území spojenými se stejným druhem obživy – zemědělstvím.[zdroj?] Teprve později se rozvíjí závlahové hospodářství plošně i v subtropických a aridních oblastech, jako je Středozemí, Afrika, aridní oblasti Ameriky.[zdroj?] Postupně se zavlažování šíří. Velkého rozvoje dosahují závlahy až v posledních sto letech.[zdroj?] V zemích plánovaného hospodářství se závlahy zavádí v rámci intenzifikace zemědělství,[zdroj?] v rozvojových zemích jako opatření proti chudobě a hladu.[zdroj?][zdroj?] Po pádu totalitních režimů však nastává útlum spojený s vysokými ekonomickými náklady, rozvíjí se precizní zavlažovací strategie zvyšující výnosy pěstovaných plodin. Stále více se nejenom odborná veřejnost věnuje problematice dostupnosti, pitné a užitkové vody. 22. březen je vyhlášen Světovým dnem vody,[zdroj?] v roce 2008 se ve Španělské Zaragoze koná EXPO, jehož hlavním tématem je právě voda („Voda a trvale udržitelný rozvoj“),[zdroj?] konají se různé přednášky, konference a studie zaměřené na vodu a závlahy. Tento citelný význam vody je cítit nejenom v rozvinutých, ale i v rozvojových zemích v rámci bojů neziskových organizací dostát závazky a snížit procento chudoby a hladu do roků 2015[zdroj?], 2025[zdroj?] a 2050[zdroj?].
V současnosti se citelně zavlažuje pouze v aridních oblastech a rozvojových zemích v rámci boje o přežití. Jsou používány jak tradiční závlahové systémy, tak systémy moderní implementované nejčastěji z pozice mezinárodní pomoci.[zdroj?] Je sledována role žen v zavlažování.[zdroj?] Naproti tomu v rozvinutých zemích jako je např. Česko dochází k útlumu zavlažování, zejména v důsledku značné ekonomické náročnosti, kdy náklady na provoz a zřízení značně převyšují zisky.[zdroj?] Zavlažuje se pouze zelenina a plodiny skleníků, občasně též ovocné plodiny, chmel a další. Potřebu zavlažovat mají však i podle podrobných studií projektu „Závlahy v procesu stabilizace intenzivního zemědělství“ i jiné plodiny.
Podle údajů Organizace pro výživu a zemědělství (FAO) je v současnosti pod závlahou 3,2 mil. km2 z celkových asi 16 mil. km2 uváděných jako orná půda. Nejvíce půdy pod závlahou na kilometry čtvereční je pak v Indii, Pákistánu a na Srí Lance. V Česku je pak necelých 3,59 % orné půdy pokryto zavlažovacími zařízeními, ne však všechna jsou využívána.

## Potřeba závlah
Jak již bylo zmíněno výše, potřeba závlah vyplývá z vláhové potřeby, která se udává dle ideálních srážek, transpiračního součinitele, součinitele úhrnné potřeby vody nebo meteorologických činitelů. Na základě podrobných studií pak lze říci, že všechny rostliny mají potřebu závlah, respektive vláhové potřeby pokud se nevyskytují ve vláhově deficitních oblastech. Protože však není možno uspokojit všechny rostliny jednotlivým přístupem, vymezují se tzv. závlahové oblasti.[zdroj?] Tedy správné zavlažování rostlin by mělo vést, k jejich zvýšené produkci a k větším ziskům. Ne vždy je tomu tak. Ze studií amerických vědců například vyplývá, že při správném zavlažování vinic sice roste objem a váha hroznů, avšak snižuje se jejich cukernatost.
Při plánování efektivnosti závlah je tedy sice nutno na prvním místě počítat s ekonomičností celého projektu, ale také dbát na to, aby nedošlo k narušení životního prostředí. Nevhodnou závlahou totiž může docházet k vodní povrchové erozi a smyvu ornice či zasolování půdy a vzniku nepropustného škraloupu vyplavováním solí. Jiným neblaze proslulým příkladem je ekologická katastrofa způsobená odebíráním vody z řek Amudarja a Syrdarja, kde zavlažovací kanály vedené z těchto řek odebírají velké množství vody a podílejí se na úbytku vody a devastaci Aralského jezera.
Při zavlažování je třeba mít na zřeteli i kvalitu vody. Vystupují zde tak činitelé přírodní, technologičtí a ekonomičtí.

## Typy závlah
Závlahy se dají rozdělovat podle několika hledisek. Základním typem rozdělení je hledisko technologické. Podle něj dělíme závlahy na závlahu podmokem, přeronem, výtopou, postřikem či závlaha lokalizovaná (viz níže). V řadě zemí se též udrželi závlahové systémy staré několik tisíc let, které se používají do současnosti. Jedná se většinou o závlahu přeronem nebo výtopu, stejně je tomu i u alternativního přístupu Key Line Agriculture. V současné době se nejvíce na území Česka uplatňuje závlaha postřikem (asi 99 %), nepatrnou část tvoří mikrozávlahy (tedy kapková závlaha a mikropostřik, 0,5 %) a ostatní 0,5 %.
Další způsob dělení pak spočívá v rozdělení sociologickém, respektive způsobu používání. Jedná se o „kdykoliv“, „dle času“ a „sdílení zdroje“. Leckdy se objevuje i kombinace „dle času“/“sdílení zdroje“.[zdroj?] Závisí to hlavně na objemu dostupné zavlažovací vody a jejím rozložení v průběhu roku a v průběhu doby, kdy je této vody potřeba. Tyto sociologické přístupy se uplatňují všude tam, kde je vody málo a kde o zavlažovací vodu usiluje více subjektů resp. zemědělců.

### Dělení závlah z hlediska sociologie
Přístup „kdykoliv“ znamená, že v centrálním zavlažovacím zdroji je neustále dostatek vody. Ve skupině zemědělců obdělávajících své parcely si pak každý z nich může kdykoliv pustit závlahu na svoje políčko. Přístup „dle času“ je naopak limitován určitým nedostatkem vody ve společném rezervoáru (umělé koryto, řeka). Mezi sedláky existuje dohoda, která se předává z otce na syna, stejně tak jak si dědí obdělávané parcely. Každý může zavlažovat svoje parcely po určité době (například 2 dny, jeden týden, 14 dní) a nebo po určitou dobu a pak zavlažuje ze stejného zdroje někdo jiný. Nevýhodou tohoto systému je, že když dojde na extrémní sucha, mohou se někteří hospodáři ocitnout v nouzi ztráty výnosů a tím i obživy. Výhodou naopak je, že nedojde k přečerpání omezeného zdroje a vždy má někdo úrodu, takže je schopen pomoci ostatním. Posledním principem je pak „sdílení zdroje“. Tento princip spočívá v rozdělení zdroje zavlažovací vody mezi jednotlivé farmáře. Jedná se například o rozdělení potoka či zavlažovacího kanálu. Sedlák tak může čerpat vodu kdy chce jako u přístupu „kdykoliv“, limitován je však menším množstvím vody. Čím větší množství sedláků se k tomuto systému připojí, tím menší množství vody přitéká.
Často se pak kombinují poslední dva přístupy, tedy „dle času“ a „sdílení zdroje“. Předchází se tak přečerpání zdroje zavlažovací vody.
Tyto sociologické přístupy jsou časté v rozvojových zemích a také všude tam, kde se hodně zavlažuje – např. plantáže.[zdroj?] V ostatních případech má většinou ten, kdo zavlažuje vlastní zdroj vody, nebo se uplatňuje systém „kdykoliv“ (hlavně u odběrů vod z povrchových zdrojů).

### Technologické rozdělení závlah

#### Závlahy podmokem
Závlaha podmokem znamená, že je voda přiváděna na půdu nebo do půdy kanály či podzemním potrubím a dochází k jejímu zasakování. Při tomto způsobu zavlažování v podstatě neregistrujeme tekoucí či stojící vodu po delší dobu na parcele, protože dochází k jejímu zasakování. Tento způsob závlahy se již v Česku prakticky nevyužívá[zdroj?] (výjimku tvoří podmokové pokusy zavlažovat chmelnice)[zdroj?]. Masově je však využívána v rozvojových zemích.[zdroj?] Výhodou tohoto způsobu zavlažování je, že je technologicky víceméně nenáročná, i když v případě potrubí umístěného v zemi, může docházet k ucpávání a okusování hlodavci.[zdroj?] Nevýhodou jsou velké ztráty vody výparem, únikem na plochy, kde závlah není potřeba, zanášení potrubí a nutnost čištění dopravních sítí. Takovýto způsob se prodražuje zvláště na velkých parcelách, aplikovat se může tam, kde je levná lidská síla. Při použití slané vody může též docházet k zasolování půd a omezení výživy rostlin.

#### Závlahy přeronem
Principem tohoto druhu závlahy je protékající voda, která se rovnou vsakuje. Tato závlaha patří opět po boku závlah podmokem do skupiny závlah nevhodných pro velká území, kde je drahá pracovní síla, hodí se naopak tam, kde je levná pracovní síla a víceméně dostatek vody. Opět i u tohoto typu závlahy může docházet k velkým ztrátám, nebo k zasolování.

#### Závlahy výtopou

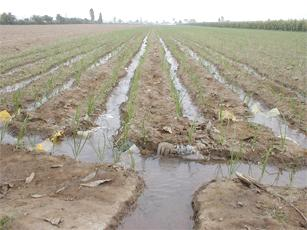
Závlaha výtopou

Tento typ závlahy je charakterizován stojící vodou na pozemku po delší dobu. Vodní sloupec dosahuje až 30 cm. Na rozdíl od přeronu může vyžadovat mnohem větší množství vody. Stejně jako v předchozích dvou případech se už používá, jen v rozvojových zemích a mezi zahrádkáři.[zdroj?] Při špatném zaplavování slaných nebo těžkých půd může dojít i ke vzniku neproniknutelné solné krusty.[zdroj?]

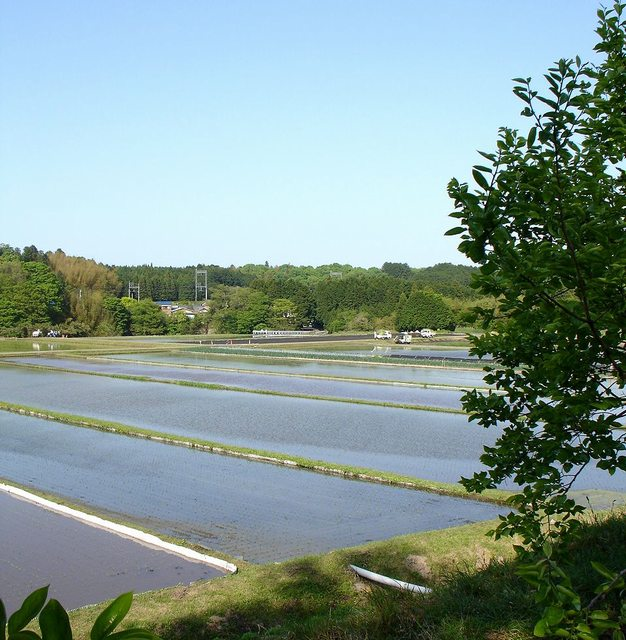
Závlaha výtopou je tradiční pro rýži

#### Závlahy postřikem

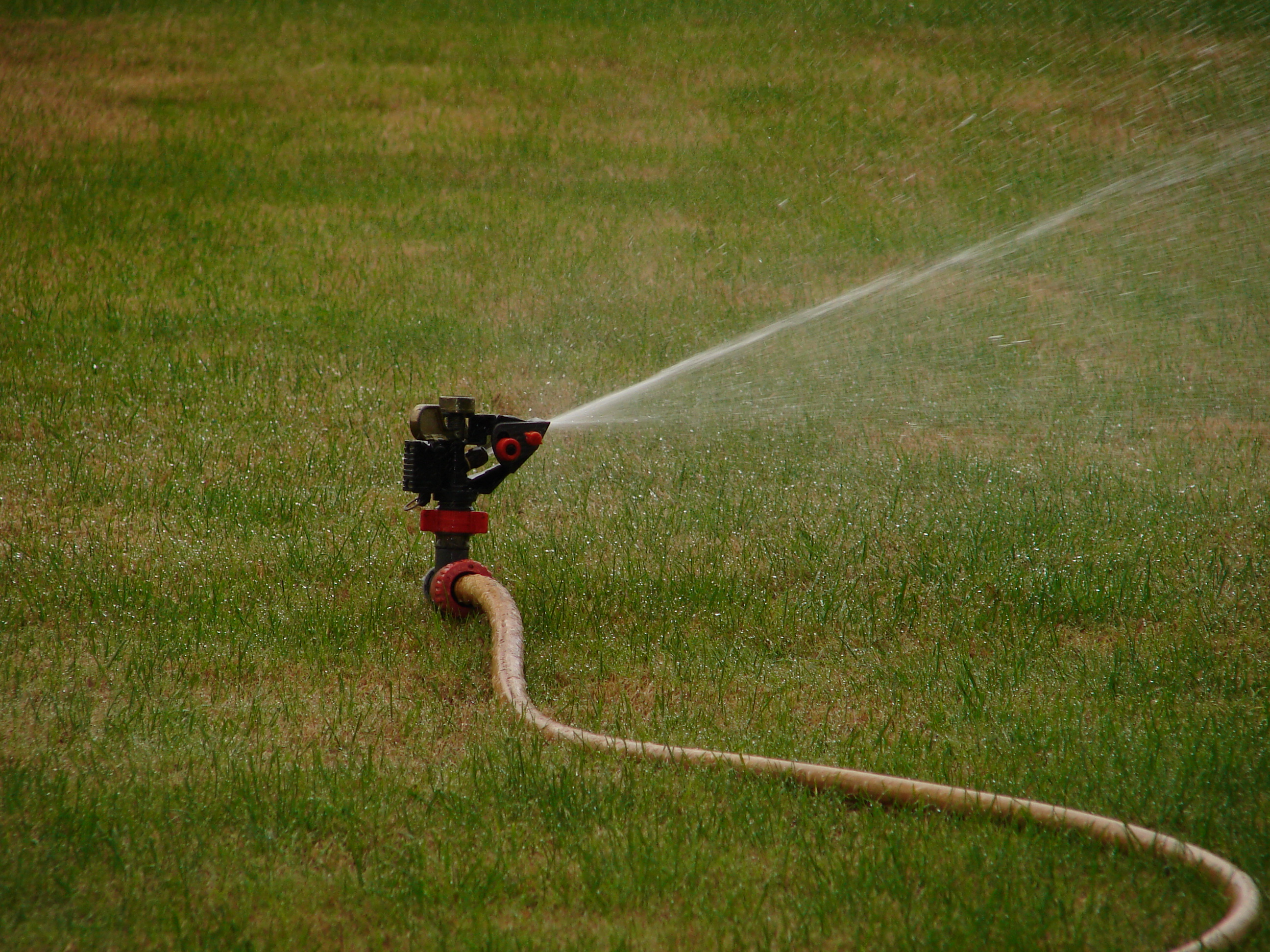
Postřik

Tento způsob závlah spočívá v tom, že voda je na pozemek dopravována z vodních toků nebo nádrže potrubím a následně rozstřikovači rozstřikována na pozemek. To vyžaduje značnou energii a značný tlak v systému. Navíc je třeba zajistit dostatečnou velikost kapek. Proto musí být sledována i jakost vody jako takové – voda musí být čistá. Důležitý je i úhel dopadu kapek na parcelu. Tento způsob je v rozvinutých zemích v dnešní době zcela rozšířen v Česku zaujímá přes 99 % všech závlah.[zdroj?] Vzniká z představy přirozeného deště.[zdroj?] V posledních dekádách se však projevuje jako neefektivní.[zdroj?] Špatně seřízený postřik může narušovat rostlinná tílka a rozrušovat půdu. Proto se začal používat tzv. mikropostřik, kdy jsou kapičky daleko menší a voda se rozstřikuje na daleko menší plochy, například pouze k určitým rostlinám.[zdroj?]

#### Závlahy lokalizované

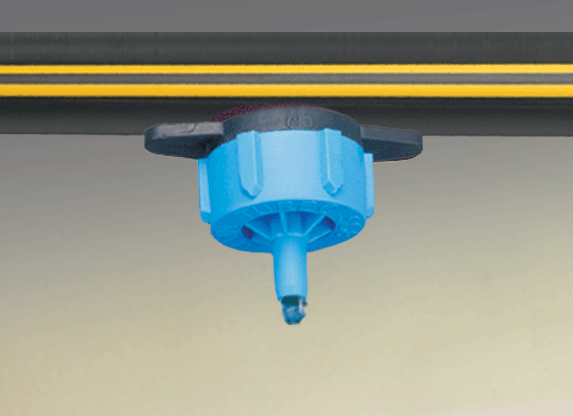
Postřikovač pro kapkovou závlahu

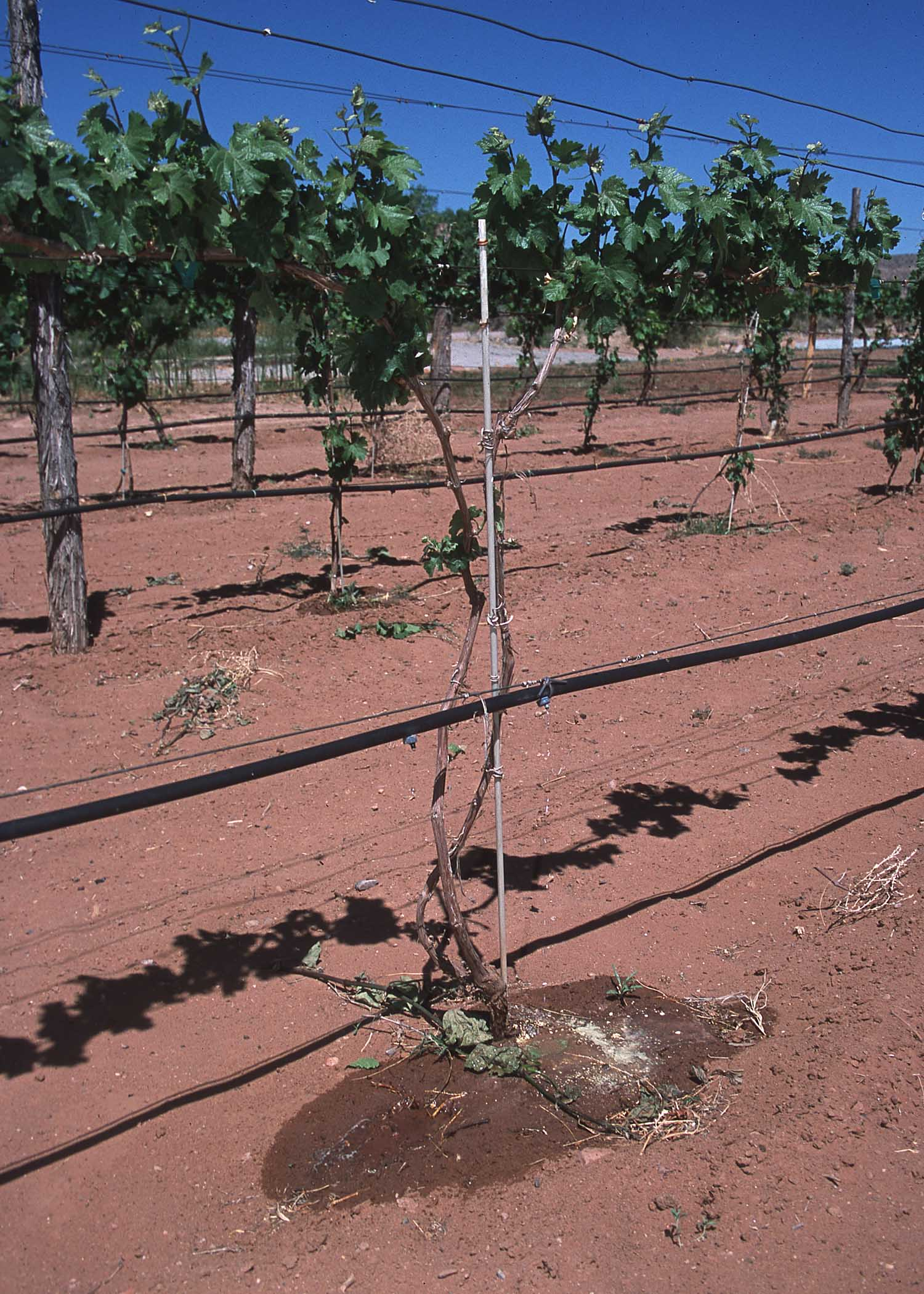
Kapková závlaha vinic, Rio Arriba County, Nové Mexiko, USA

Jedná se o závlahy, které jsou určeny pro konkrétní lokalitu respektive místo. Patří sem již výše zmíněná závlaha kapková, mikropostřik a dále závlaha bodová. Princip bodové závlahy spočívá v šíření vody ze zdroje, který je ke každé rostlině (nejčastěji stromu) šířen potrubím a ukončen výtokovým otvorem překrytým krytkou. Závlahy lokalizované jsou nejmladším přístupem v závlahovém hospodářství a zatím se uplatňují jen v malé míře, především na zahradách a parcích. Kapková závlaha pak znamená dodávaní vody v malých kapičkách z kapilár.

## Závlahová voda

### Kvalita závlahové vody u rostlin
Závlahová voda musí být čistá bez chemických příměsí, biologicky nezávadná a okysličená. Odpovídající tvrdost vody je max. 250–300 mg soli na 1 litr vody. Závlahová voda by měla být přiměřené teploty. Vhodnou teplotu má voda buď říční, dešťová, studniční bývá poměrně chladná.
Amatéry bývá doporučována k hnojivé zálivce voda s hnijícími zbytky rostlin (např. hnijící kopřivy) nebo se zbytky po přípravě pokrmů. Je třeba si uvědomit, že závlaha vodou s obsahem hnilobných bakterií může způsobit vážné škody. Také rostlinné zbytky po přípravě pokrmů zpravidla obsahují zárodky chorob. Velmi často takto mohou být přenášeny choroby napadající hlízy brambor (kořenomorka bramborová, plíseň bramborová, Ralstonia solanacearum), ale i škálu dalších pěstovaných rostlinných druhů. Přenos vážných chorob závlahovou vodou je prokázán.
Nebezpečná hygienická rizika ale i nebezpečí zasolení půdy a jejího znečištění, přináší použití některých odpadních vod z městských kanalizací. Přesto je tento způsob zcela vážně hodnocen jako pozitivní a používán. Vhodnější mohou někdy být předčištěné průmyslové odpadní vody, které jsou zkoušeny jako alternativní zdroje závlahy.

### Tvrdost závlahové vody u rostlin
Tvrdost vody vyvolává vápník (Ca), hořčík (Mg). Tvrdá voda při zálivce zhoršuje půdní vlastnosti, činí některé živiny hůře dostupnými a může vést k nadbytku vápníku v rostlině.

#### Síranová voda
Síranová voda je trvale nasycená obsahem síranu vápenatého (CaSo4), síranu hořečnatého (MgSo4).

#### Uhličitanová voda
Uhličitanová voda je přechodně nasycena obsahem hydrogenuhličitanu vápenatého – Ca(HCO3); 2hydrogenuhličitan hořečnatý – Mg(HCO3)2.

#### Hranice celkové tvrdosti
Hranice celkové tvrdosti je 250–300 mg soli na 1 litr vody. 1DH°=10mg oxidu vápenatého (CaO) na 1 litr vody. Většině rostlin vyhovuje 8–15 DH°. Uhličitanová tvrdost se dá odstranit převařením, odstátím, kyselinou šťavelovou.

## Vliv zavlažování
Zavlažování má i vliv na stav podzemní vody. Intenzivní zemědělství je tak na některých místech problémem.
Zavlažování také přímo zvyšuje produkci vodní páry, která lokálně působí jako skleníkový plyn.